# 沖繩國際海洋博覽會

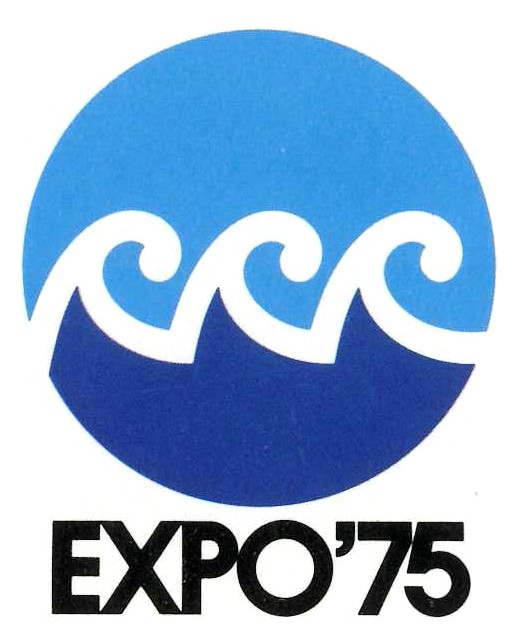
沖繩國際海洋博覽會標誌

26°41′30″N 127°52′30″E / 26.69167°N 127.87500°E
沖繩國際海洋博覽會（日语：おきなわこくさいかいようはくらんかい）是沖繩返還之後為紀念沖繩縣回歸日本的紀念事業之一，於沖繩縣國頭郡本部町舉辦，會期是1975年7月20日至1976年1月18日。博覽會有36個國家和3個國際機構參加，亦成為促成沖繩縣基礎設施大幅改善的契機之一。